# Coppengrave
Coppengrave is een dorp en voormalige gemeente in de Duitse deelstaat Nedersaksen. De gemeente maakte deel uit van de Samtgemeinde Duingen in het Landkreis Hildesheim. Per 1 november 2016 is de gemeente opgeheven en deel geworden van de vergrote gemeente Duingen. Deze maakt op haar beurt weer deel uit van de  Samtgemeinde Leinebergland. Coppengrave telde per 1 november 2016 624 inwoners.
Het, weinig belangrijke, dorp ontstond in de middeleeuwen. Het leefde tot aan de Tweede Wereldoorlog van pottenbakkerij en bosbouw, nadien vooral van landbouw en van een bescheiden toerisme.
- Gemeinsame Normdatei: 4010544-1
- Virtual International Authority File: 141375145

Adenstedt ·
Alfeld (Leine) ·
Algermissen ·
Almstedt ·
Bad Salzdetfurth ·
Banteln ·
Betheln ·
Bockenem ·
Brüggen ·
Coppengrave ·
Despetal ·
Diekholzen ·
Duingen ·
Eberholzen ·
Eime ·
Elze ·
Everode ·
Freden (Leine) ·
Giesen ·
Gronau (Leine) ·
Harbarnsen ·
Harsum ·
Hildesheim ·
Holle ·
Hoyershausen ·
Lamspringe ·
Landwehr ·
Marienhagen ·
Neuhof ·
Nordstemmen ·
Rheden ·
Sarstedt ·
Schellerten ·
Sehlem ·
Sibbesse ·
Söhlde ·
Weenzen ·
Westfeld ·
Winzenburg ·
Woltershausen